# Calendrier grégorien proleptique
Le calendrier grégorien proleptique est produit en rétropolant le calendrier grégorien aux dates précédant son introduction officielle (à Rome, le jeudi 4 octobre 1582 en calendrier julien, suivi du vendredi 15 octobre 1582 en calendrier grégorien).

## Avant l'an 1
En utilisant le système de numération romaine, qui n'inclut pas le zéro, il est traditionnel de représenter les années précédant 1 en tant que « l'an 1 avant Jésus-Christ, l'an 2 avant Jésus-Christ », etc. Dans ce système, l'année 1 avant Jésus-Christ (année 753 Ab Urbe condita) est une année bissextile, comme en calendrier julien.
Pour les calculs calendaires (nombre de jours entre deux dates, etc., il est plus commode d'introduire une année zéro et de représenter les années antérieures par un nombre négatif. C'est la convention utilisée dans le calendrier grégorien astronomique. Dans ce système, l’année 0, équivalant à l’an 1 avant Jésus-Christ (année 753 Ab Urbe condita), est une année bissextile.

## Avant l'an 1582
L'usage du calendrier grégorien proleptique applique le calendrier grégorien aux années antérieures à 1582, et aucune date n'est retirée de l'année 1582 (alors que lors du passage du calendrier julien au calendrier grégorien, furent supprimés les 10 jours du 5 au 14 octobre 1582).
Pour les dates antérieures au vendredi 15 octobre 1582 (grégorien), la norme des historiens est d'utiliser le calendrier julien alors en vigueur. Il faut donc déclarer qu'une date est donnée selon le calendrier grégorien proleptique quand ce dernier est employé.